# Xã Mills, Quận Midland, Michigan
Xã Mills (tiếng Anh: Mills Township) là một xã thuộc quận Midland, tiểu bang Michigan, Hoa Kỳ. Năm 2010, dân số của xã này là 1.939 người.